# 新獨臂刀
《新獨臂刀》（英語：The New One-armed Swordsman），是一部1971年上映的香港電影，屬於武俠片，發行商為邵氏兄弟有限公司，由張徹導演，倪匡編劇，並由 姜大衛、狄龍、李菁、谷峰等主演。《新獨臂刀》獲得第9届臺灣電影金馬獎「最佳剪輯獎」。

## 故事大綱
雷力（姜大衛 飾）憑長短雙刀的「鴛鴦刀」初出江湖便威震武林，鋒芒畢露的他引起色厲內荏的高手龍異之（谷峰 飾）的妒忌及殺機。龍異之手下搶劫遠聲鏢局的鏢銀，將贓物藏於虎威山莊，並誣陷雷力劫鏢。鏢局何總鏢頭約雷力於失鏢的黑松坡枯樹會面。雙方會面時，龍異之以江湖長者身份出面干預，並以三節棍打敗雷力的雙刀。龍異之曾言大可不必把諾言算數，但雷力說「一言既出駟馬難追」，遂自斷右臂、退出江湖。
雷力斷臂後隱姓埋名在一個小酒館中當店小二，他沉默寡言，在江湖百態中看盡恩怨情仇。因身體殘缺，雷力經常被欺凌，只有鎮上鐵匠之女巴蕉（李菁 飾）尊重和善待他，更鼓勵他重出江湖。
一日，龍異之的兩個頭目來到酒館，酒後調戲巴蕉，為救巴蕉雷力被逼顯出武功，雷力路過酒館的雙刀豪俠封俊傑（狄龍 飾）路見不平，以雙刀打退了兩個以强淩弱的頭目。封俊傑知道店小二便是「鴛鴦刀」雷力後，二人一見如故，結為至交。雷力和封俊傑結識後，慢慢解開心中鬱結，重拾自信。
兩個頭目回虎威山莊報信，控制著虎威山莊的龍異之，想借舉辦武林聚會的機會，用奸計解決封俊傑。封俊傑不聽雷力勸阻，執意到虎威山莊赴會，結果龍異之用當年擊敗雷力的三節棍招數重傷封俊傑，封俊傑四肢被繩索綑綁後被陳震南（陳星 飾）腰斬而死，葬於虎威山莊山後。
聽聞摯友慘死，雷力怒不可遏，帶著出巴蕉送給他的刀走進虎威山莊。為摯友復仇的決心，使他將生死置之度外。雷力憑著一年來在客棧苦苦練成的獨臂快刀，殺得虎威山莊落花流水、屍橫遍地。最後雷力與龍異之決戰於棧橋之上，雷力以出神入化的「一手三刀」破了龍異之的三節棍，龍異之被斬斷右手後，被拋落橋下了結。巴蕉終於雷力可在一起。

## 演員表
| 演員   | 角色   | 備註                               |
| 姜大衛 | 雷力   | 曾經憑長短雙刀的「鴛鴦刀」威震武林 |
| 狄龍   | 封俊傑 | 雙刀豪俠                           |
| 李菁   | 巴蕉   | 鐵匠之女，愛慕雷力                 |
| 谷峰   | 龍異之 | 武林高手，擅長三節棍               |
| 陳星   | 陳震南 | 虎威山莊的莊主                     |
| 王清河 | 李掌櫃 | 小酒館的掌櫃                       |
| 王鍾   | 靳奮   |                                    |
| 劉剛   | 金翼   |                                    |
| 黃培基 | 陳傑   |                                    |
| 王光裕 | 范雲鶴 |                                    |

## 獲獎
1971年，《新獨臂刀》在臺灣第9屆金馬獎中獲得「最佳剪輯獎」。